# YCo4p
YCo4p eller YCo4t var en dieseldriven boggirälsbuss tillverkad av Märstaverken i Eksjö för trafik på SJ:s bandelar med spårvidd 891 respektive 1067 mm. Sammanlagt levererades 28 motorvagnar under perioden 1949-1951, härutöver byggdes 16 släpvagnar av varierande typ. Fordonen var de första levererade i Y6-generationen och konstruerades tidigt i utvecklingen av denna fordonsgeneration varför fordonstypen i flera väsentliga avseenden skiljde sig från senare levererade varianter.
Erfarenheterna från YCo4p/t togs till vara och utgjorde sedermera grund för den fortsatta utvecklingen av Y6-generationen. En vidareutveckling av YCo4p med bland annat ny vagnkorg företogs av SJ:s maskinbyrå. Denna vidareutvecklade typ kom dock aldrig att realiseras, istället levererades efterträdaren YCo5p som tagits fram av Hilding Carlssons Mekaniska Verkstad.
I samband med SJ:s klassreform 1956 kom rälsbusstypen att benämnas YBo4p respektive YBo4t. Under det sista året i ordinarie trafik kom rälsbusstypen slutligen att få littera Y4T till följd av SJ:s litterareform 1970.
Den sista motorvagnen som fanns kvar hos SJ, Y4T 586, var en period påtänkt som museifordon. Motorvagnen kom dock inte att sparas utan skrotades i Vislanda 1972, därmed finns inga fordon av typen bevarade. 

## Historik

### Utveckling och tillverkning

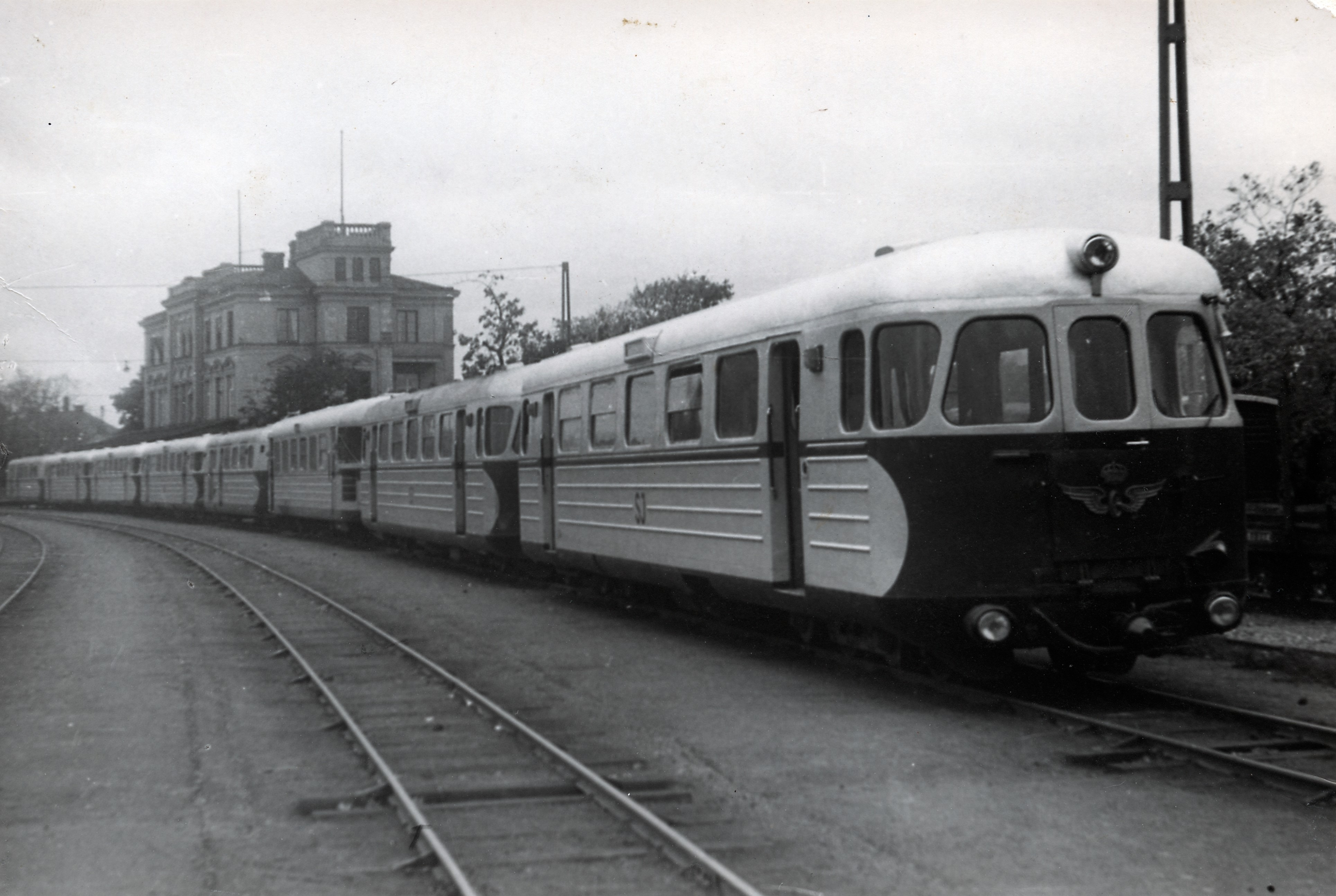
Den andra delseriens enheter typ YCo4p anländer till Västervik 1951.

Under början av 1940-talet började SJ utreda framtiden för rälsbusstrafiken och fann efter ett initialt utredningsarbete under 1943 att de ditintills levererade 2-axliga trärälsbussarna från Hilding Carlssons Mekaniska Verkstad var i behov av en mer modern ersättare. Slutsatsen blev att SJ:s maskinbyrå skulle utarbeta en egen rälsbusstyp för vilken anbud skulle inhämtas från olika leverantörer. Resultatet av detta blev inledningsvis att ersättaren skulle utgöras av en stålrälsbuss med endera en eller två motorer, för de smalspåriga linjerna fann man att varianten med en motor skulle vara tillräcklig.
Efter att SJ:s konstruktionsarbete för den smalspåriga varianten var i det närmaste färdigt under sommaren 1946 inhämtades anbud från olika leverantörer. Hilding Carlsson kunde inte tänka sig att leverera SJ:s föreslagna variant men erbjöd istället att tillverka den befintliga typen Yp i stål istället för i trä. Anbudsförfarandet resulterade i att Märstaverken, efter beslut av SJ den 27 september 1946, fick en order om sju motorvagnar och fyra släpvagnar för spårvidd 891 mm respektive nio motorvagnar och fyra släpvagnar för spårvidd 1067 mm. SJ:s order utökades med ytterligare tio motorvagnar och sju släpvagnar i april 1948. En sista utökning av beställningen skedde med två motorvagnar för spårvidd 891 mm i juli 1948.
Flera faktorer gjorde att tillverkningen av fordonen redan från början drabbades av omfattande leveransförseningar. Bland annat rådde bostadsbrist i Eksjö vilket gjorde att Märstaverken led av personalbrist, därutöver var varubristen efter krigstiden ännu påtaglig. Produktionen kom igång hösten 1947 och en första provvagn blev klar i januari 1948 som provkördes på sträckan Eksjö-Österbymo. Arbetet drabbades efter detta av ytterligare förseningar och en prognos från augusti 1948 att första vagnarna skulle kunna levereras i oktober samma år infriades inte. Provvagnen slutbesiktigades och överlämnades till SJ som YCo4p 593 den 27 januari 1949. Omfattande brister i tillverkningen i Eksjö gjorde att stora mängder delar behövde kasseras sedan de visat sig vara odugliga, dessutom försenades arbetet eftersom redan tillverkade delar inte kunde återfinnas.
För att undvika ytterligare leveransförseningar överläts slutmonteringen till AB Nyköpings Automobilfabrik vars arbete dock även fortsättningsvis hämmades av slarv vid tillverkningen i Eksjö. Den första ordinarie vagnen, SJ YCo4p 596, kunde levereras till SJ först i augusti 1949. Efter att ägaren till Märstaverken bytt ut hela företagsledningen kunde produktionen i Eksjö återupptas i sin helhet i maj 1950 och i april 1951 slutlevererades den sista serien till 1067-nätet.
En släpvagn av avvikande typ, UDFo4p 1754 (UDFo14p), anskaffades även av Trafikförvaltningen Östergötlands järnvägar (TÖJ) för att användas som postkupé i förvaltningens elektriska tåg. Släpvagnen överfördes sedermera till SJ och kom att gå tillsammans med övriga fordon från Märstaverken.

### Ytterligare leveranser
Efter de första serierna för 891 och 1067-näten avsåg SJ fortsätta anskaffningen av rälsbussar typ YCo4p/t och SJ maskinbyrå använde erfarenheterna från Märstaverkens serier och det fortsatta utvecklingsarbetet med Y6-generationen för att vidareutveckla typen. Resultatet blev ett flertal större förändringar såsom ny korg, annorlunda boggier och andra tekniska justeringar. I samband med att rälsbussarna i Y6-generationen skulle seriebeställas avstod Märstaverken från att delta i anbudsförfarandet och anbud inkom endast från ASJ och Hilding Carlsson. Hilding Carlsson hade valt att inte erbjuda den modifierade variant som SJ:s maskinbyrå hade utvecklat utan erbjöd istället sin egen version. Eftersom Hilding Carlssons Mekaniska Verkstad hade gått miste om några beställningar på normalspåriga varianter och ASJ:s bud låg mycket högre än vad SJ kunde acceptera beslöt SJ i december 1950 att istället beställa Hilding Carlssons variant med ett antal modifieringar vilken sedermera levererades och sattes i trafik som YCo5p. Några ytterligare fordon av YCo4p/t tillverkades således inte.

### I trafik
Efter initial stationering i Växjö och försökstrafik i Vetlanda fördelades den första delserien mellan Växjö och Kalmar. Den andra delserien stationerades i Västervik. Rälsbussarna insattes under 1949 i ny snabbtågstrafik på sträckan Kalmar-Berga men redan 1954 omstationerades vagnarna igen och hela första delserien samlades i Växjö där de trafikerade sträckan Växjö-Hultsfred.
På 1067-nätet gjorde YCo4t sin debut 1950 på sträckan Karlskrona-Torsås. Därefter insattes rälsbussarna efterhand på Blekinge kustbanor samt angränsade sträckningar såsom Ronneby-Tingsryd-Växjö och sedermera också hela vägen Karlskrona-Torsås-Bergkvara och Karlskrona-Kristianstad. Efter några år introducerades rälsbussarna även på Karlshamn-Vislanda. I takt med att breddningen av BKB fortskred flyttades fordonen till Karlshamn respektive Växjö och kunde därigenom trafikera även Vislanda-Halmstad. YBo4t fortsatte upprätthålla trafiken Karlskrona-Torsås-Bergkvara intill dess att linjen nedlades 1965.
Under perioden 1952-1957 genomgick fordonen omfattande ombyggnationer i flera omgångar. År 1964 slopades de två första fordonen av typ YBo4p efter att dessa ådragit sig skador. Efter att sträckan Åtvidaberg-Västervik breddats slopades också de fyra vagnar som därmed blivit övertaliga under 1964. Sedan ett antal YBo5p tillförts Växjö slopades ytterligare tre enheter i januari 1965. De sista fordonen i trafik trafikerade Växjö-Hultsfred till juni 1967 då även dessa slopades sedan ytterligare YBo5p tillförts.
En vagn av typ YBo4t slopades efter en kollision och nästföljande enhet, YBo4t 588 skrotades oavsiktligen 1965 efter att av misstag ha växlats in i skrottåget i Vislanda när det var på väg till revision på Malmö huvudverkstad. Flertalet enheter slopades 1968 varefter endast två enheter återstod. Dessa slopades 1970 efter att landets sista persontrafik på spårvidd 1067 mm lagts ned, Karlshamn-Vislanda.

## Varianter
Rälsbusstypen förekom i ett antal varianter, både för spårvidd 891 mm och 1067 mm.
| Littera | Beskrivning                    | Spårvidd | Nummerserie               | Byggt antal |
| ------- | ------------------------------ | -------- | ------------------------- | ----------- |
| YBo4t   | Motorvagn, andra klass         | 1067 mm  | 584-592, 677-681          | 14          |
| YBo4p   | Motorvagn, andra klass         | 891 mm   | 593-599, 672-676, 691-692 | 14          |
| UBFo5t  | Släpvagn, andra klass och gods | 1067 mm  | 1618-1621, 1684-1686      | 7           |
| UBFo5p  | Släpvagn, andra klass och gods | 891 mm   | 1680-1683                 | 4           |
| UDFo10t | Släpvagn, post och gods        | 1067 mm  | 1622-1623                 | 2           |
| UDFo10p | Släpvagn, post och gods        | 891 mm   | 1624-1625                 | 2           |
| UDFo14p | Släpvagn, post och gods        | 891 mm   | 1754                      | 1           |